# Impuesto sobre la barba

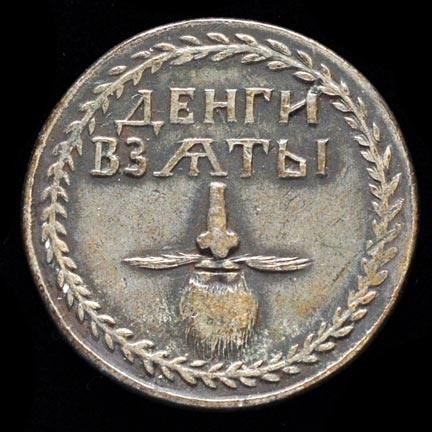
Una ficha rusa de 1705, cuyo propietario debía portar para indicar que había pagado en impuesto sobre la barba establecido por Pedro el Grande.

Un impuesto sobre la barba es uno de varios impuestos implantados a lo largo historia sobre los hombres que llevaban barba.

## Inglaterra
En 1535, el rey Enrique VIII de Inglaterra, que llevaba barba él mismo, implantó un impuesto sobre la barba. Se trataba de un impuesto graduado, cuya cuantía variaba con la posición social del contribuyente. Su hija, Isabel I de Inglaterra, reintrodujo el impuesto sobre la barba, gravando todas las barbas de más de dos semanas.

## Rusia

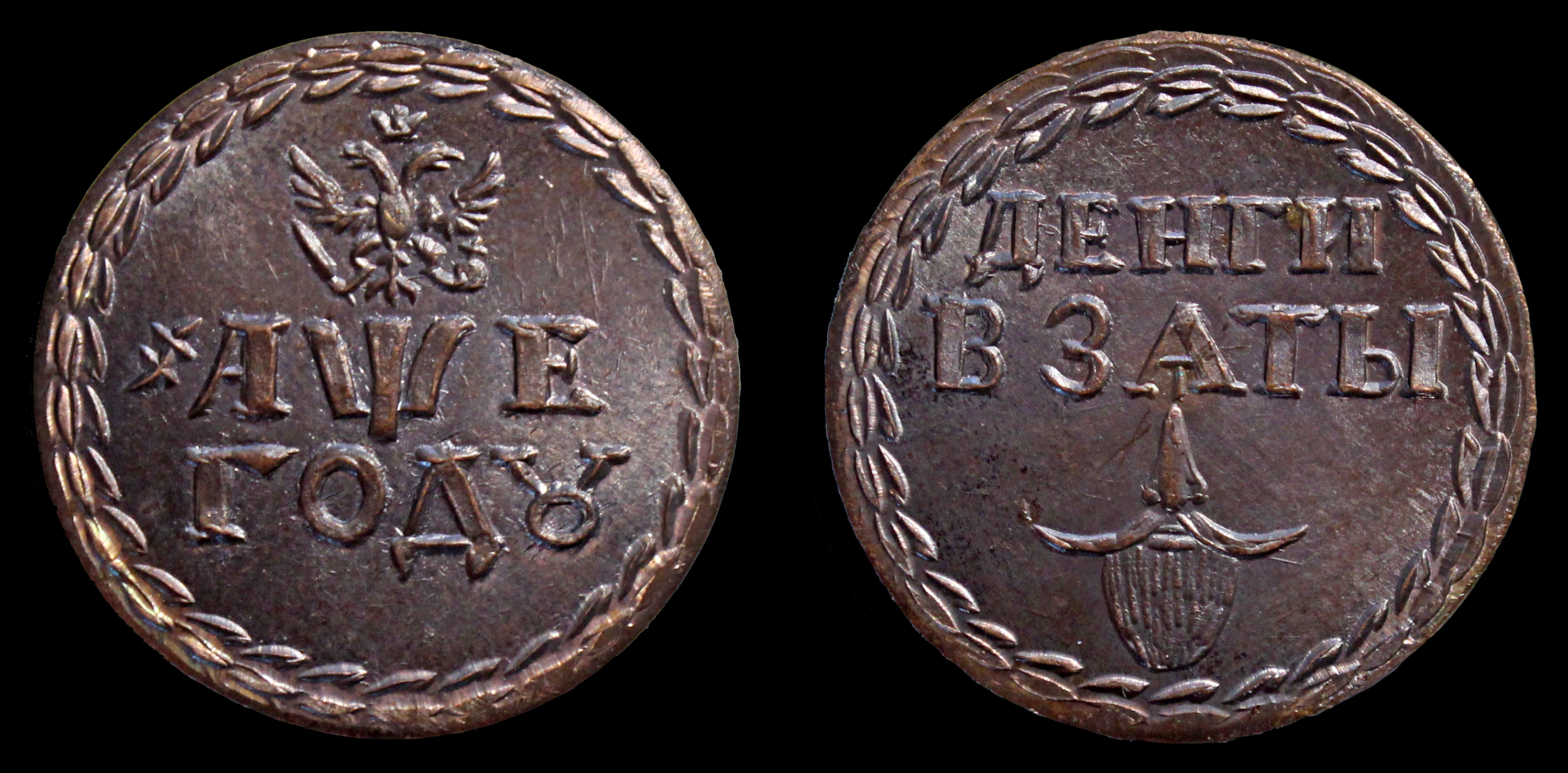
Anverso y reverso de la ficha.

En 1698, el emperador Pedro I de Rusia instituyó un impuesto sobre la barba para modernizar la sociedad de Rusia de acuerdo con el modelo de otras sociedades europeas. Quienes pagaban el impuesto estaban obligados a llevar una «ficha de barba». Esta estaba hecha de cobre o de plata, con un águila rusa a un lado y, en el otro, la parte inferior de una cara con nariz, boca, bigote y barba. Tenía inscritas dos frases: «el impuesto de barba ha sido recaudado» (literalmente, «dinero recaudado») y «la barba es una carga superflua».
Quienes se oponían al impuesto eran afeitados a la fuerza públicamente.